# Miquel Quetglas i Bauzà
Miquel Quetglas i Bauzà (Palma, Mallorca, 1826 - 1872) fou un polític republicà mallorquí. Era propietari d'un magatzem de farines, creador d'un Centre Instructiu Republicà (1852) i dirigent a les Illes del Partit Democràtic, que va introduir el republicanisme a Mallorca. Amb aquest partit el 1854 fou escollit regidor de l'ajuntament de Palma i el 1855 col·laborà en El Iris del Pueblo, però en acabar-se el Bienni Progressista el 1856 passà a la clandestinitat. Amb Joaquim Fiol i Pujol formà part de la Junta Revolucionària de Balears durant la Revolució de 1868. El 1869 fou membre de la Diputació de les Illes, director d'El Iris del Pueblo i president del Comitè Balear del Partit Republicà. A les eleccions a les Corts Espanyoles de 1869 fou candidat pel Partit Republicà Democràtic Federal i obtengué 8.645 vots, però no fou elegit. També fou cap de la Milícia Ciutadana de Palma i diputat provincial de Balears. El seu enterrament fou el primer de tarannà laic a Palma.

## Obres
- La cuestión religiosa (1869)